# 越法罪
越法罪（おっぽうざい）とは、密教における三昧耶に背くことによって生じる罪の一種。越三昧耶（おっさんまや）ともいう。密教で禁じられる三種の重罪を特に越法罪と呼ぶ。
灌頂を受けていないものに秘密の教えを授けること、許可されていない教えを授けることに関わることなどを指す。